# Amerotyphlops microstomus
Amerotyphlops microstomus är en ormart som beskrevs av Cope 1866. Amerotyphlops microstomus ingår i släktet Amerotyphlops och familjen maskormar. Inga underarter finns listade i Catalogue of Life.
Denna orm förekommer på norra och södra Yucatán-halvön samt i angränsande områden av Belize och Guatemala. Arten lever i låglandet. Den vistas i fuktiga skogar. Amerotyphlops microstomus gräver i lövskiktet och i det översta jordlagret. Honor lägger ägg.
För beståndet är inga hot kända. Hela populationen anses vara stabil. IUCN kategoriserar arten globalt som livskraftig.